# Bosna Srebrena (časopis)
Bosna Srebrena je službeno-informativno glasilo Franjevačkog provincijalata Bosne Srebrene, koji je i izdavač časopisa. Sjedište je u Sarajevu, Zagrebačka 18. Izlazila je i u Zagrebu i Baškoj Vodi. Dopisnici su u Sarajevu, Visokom, Dubravama, Fojnici, Gorici-Livnu, Gučoj Gori, Jajcu, Kraljevoj Sutjesci, Kreševcu, Petričevcu, Plehanu, Rami-Šćitu, Tolisi, Tuzli, Đakovici, Beogradu i Podsusedu.